# Varāha

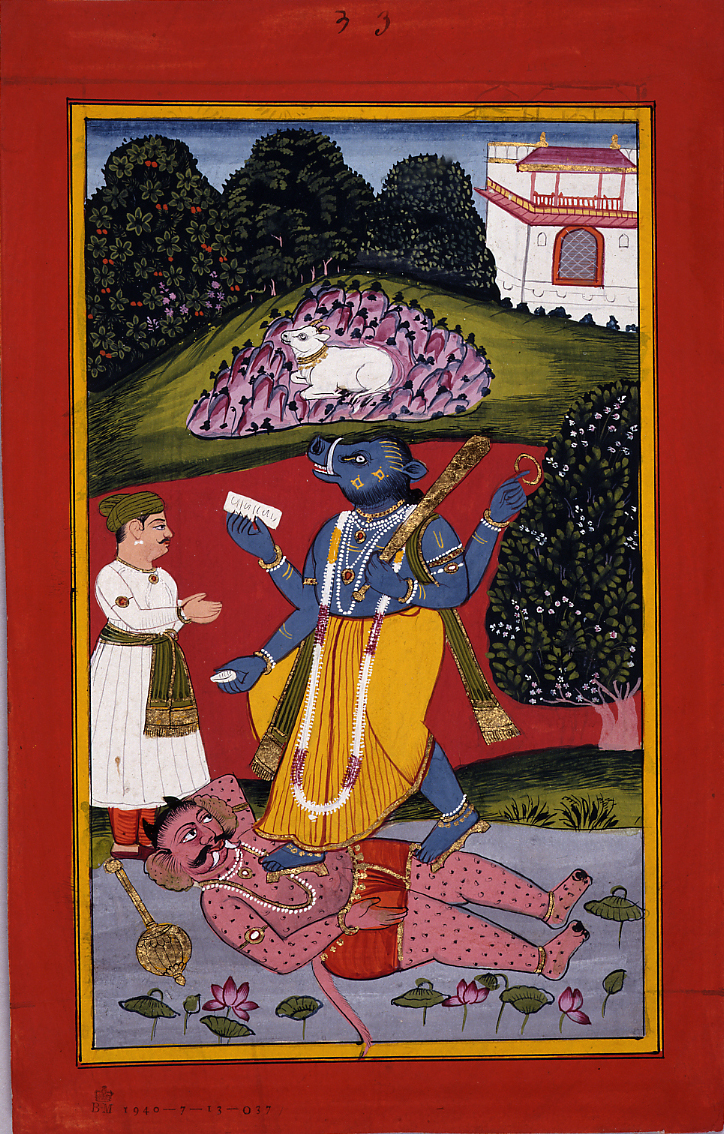
Varāha (XIX secolo)

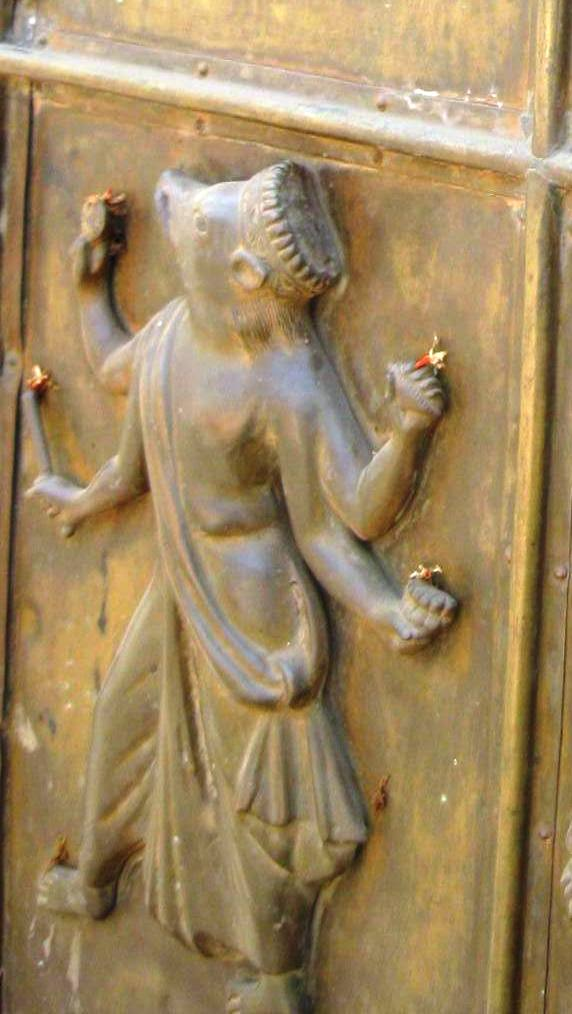
Varāha Avatar su un carro di ottone di Searsole Rajbari, Bengala Occidentale, India

Varāha (in sanscrito वराह, lett. "cinghiale") o Vārāha (in sanscrito वाराह) è un avatara della divinità indù Visnù.

## Fonti
Le caratteristiche e le vicende inerenti all'avatara Varāha sono narrate in particolar modo nei Viṣṇu Purāṇa (I,4), Viṣṇu-dharmottara Purāṇa (I,3), Vāyu Purāṇa, (VI), Agni Purāṇa (IV), Brahmā Purāṇa (213), Liṅga Purāṇa (I, 94), Padma Purāṇa (VI, 264), Kūrma Purāṇa (I,6); anche se una prima menzione della divina incarnazione nella tartaruga la si riscontra nel più antico Taittirīya Āraṇyaka (ad es. in VII, 1,5), nel Śatapatha Brāhmaṇa (XIV, 2, 1, 11, dove prende il nome di Emūṣa), e nel Mahābhārata (II, 45; III, 144; XII, 208).

## Mito
Quando il demone Hiraṇyākṣa rapì Pṛthivī (la dea Terra) per trascinarla sotto le acque cosmiche, Visnù prese forma in un immenso cinghiale e, tuffatosi nel mare primigenio, sconfisse il demone liberando la dea Terra.
Nel Varāha Purāṇa sono presenti direttamente gli insegnamenti di Varāha. In particolar modo la prima sezione ospita il dialogo tra Varāha e Pṛthivī e la narrazione di Pṛthivī a Sanatkūmara degli insegnamenti ricevuti da Varāha.

## Biografia
- Alain Daniélou, The Gods of India, New York, Inner Traditions Internationals, 1985, ISBN 0-89281-101-3. ISBN 978-0-89281-101-4.
- Klaus K. Kostermaier, Induismo. Una introduzione, Roma, Fazi Editore, 2004, ISBN 978-88-8112-472-5.
- Eckard Schleberger, Le divinità indiane. Aspetto, manifestazioni e simboli. Manuale di iconografia induista, Roma, Edizioni Mediterranee, 1999, ISBN 978-88-272-1304-9.